# 1,3-diamminobenzene
Il 1,3-diamminobenzene, noto anche come m-fenilendiammina, è un composto organico appartenente alla categoria delle ammine primarie aromatiche. In condizioni standard appare come un solido cristallino incolore, ortorombico e con habitus aciculare. A temperatura ambiente risulta solubile in acqua, metanolo, etanolo, cloroformio, acetone, DMF, butanone e diossano, mediamente solubile in dietiletere, tetracloruro di carbonio, isopropanolo e DBP e molto poco solubie in benzene, toluene, xilene e butanolo. Trova svariati impieghi a livello industriale, principalmente come additivo in diverse formulazioni chimiche e come reagente nelle sintesi organiche dei coloranti. Il 1,3-diamminobenzene è un composto reattivo che tende facilmente ad ossidare se esposto all'aria, alla luce e all'umidità, assumendo una colorazione bruno-rossastra, è pertanto buona norma conservare il composto in un luogo asciutto, in contenitore chiuso ermeticamente ed al riparo da fonti di luce e calore. Per una migliore conservazione le linee guida indicano la conservazione del composto in atmosfera di argon.

## Sintesi
Il 1,3-diamminobenzene può essere ottenuto per riduzione del 1,3-dinitrobenzene o della 1,4-nitroanilina con ferro metallico ed acido cloridrico. In seguito alla formazione del composto in soluzione avviene la purificazione per cristallizzazione

## Applicazioni
La m-fenilendiammina è utilizzata nella preparazione di vari polimeri tra cui fibre aramidiche, resine epossidiche, rivestimenti di smalto e elastomeri di poliurea . La m-fenilendiammina viene poi usata come componente di resine adesive e coloranti per pelle e tessuti.